# Alyattés II.
Alyattes II. byl král Lýdie od roku 619 před Kr. nebo 609 před Kr. do roku 560 před Kr. Byl čtvrtým panovníkem dynastie Mermnovců.
Alyattes II. byl synem Sadyatta. Jeho vládou začala lýdská hegemonie v Malé Asii. Po nástupu na trůn vyhnal Kimmerie z Anatolie a zaměřil se na boje s pobřežními městy jónských Řeků, které začal jeho otec a v roce 600 před Kr. se mu podařilo dobýt město Smyrnu a zničit ho. Nejdůležitější město Milétos se i přes jeho velké snahy o dobytí úspěšně ubránilo. Navzdory neúspěchu ve válce s Miletem vyrostla v regionu vedle Médie a Babylonu nová velmoc. V roce 590 před Kr. vypukla válka mezi Lydií a Médií, v níž panoval král Kyaxarés. Válka jejímž cílem bylo podrobení Malé Asie skončila 28. května 585 před Kr. po zatmění slunce (ve svých výpočtech ho předpověděl Thalés z Milétu) uzavřením míru. Po vzájemné dohodě se řeka Halys stala hranicí mezi oběma státy.